# Sex oder stirb
Sex oder stirb ist ein US-amerikanischer Horrorfilm aus dem Jahr 2000. Der Slasher-Film handelt von einer Mordserie an Teenagern, dreht das übliche Schema solcher Filme allerdings um, indem nicht sexuell aktive, sondern jungfräuliche Teenager ermordet werden.

## Handlung
Im Wald von Cherry Falls ermordet eine schwarzhaarige Frau die beiden Teenager Rod und Stacy, die sich im Auto vergnügen. Die junge Jody hat ein Rendezvous mit Kenny, das unbefriedigend verläuft. Danach zieht sie sich den Zorn ihres Vaters, des Sheriffs Brent, zu, weil sie zu spät nach Hause kommt. Am nächsten Tag untersucht Brent die Leichen, in die das Wort „virgin“ (Jungfrau) eingeritzt ist. Der Englischlehrer Marliston bittet Brent, die Schüler aufzuklären, aber der Sheriff ist zurückhaltend. Auch Annette wird als Jungfrau ermordet, als sie alleine zuhause ist.
Die Panik in der Stadt wird größer. Brent informiert die Eltern von Teenagern in der Sporthalle. Jody und der junge Klatschreporter Timmy beobachten die Veranstaltung heimlich. Timmy geht zum Telefonieren in die Umkleide. Als Jody ihm wenig später folgt, findet sie seine Leiche in einem Schließfach mit der Aufschrift „virgin“. Die Mörderin greift auch Jody an, aber diese kann entkommen und wird von ihrem Vater gerettet.
Daraufhin gibt Jody der Polizei eine Beschreibung. Brent schickt das Phantombild an den Rektor Tom Sisler und erinnert sich an eine Frau namens Lora Lee Sherman. Jody hört das Gespräch mit. Währenddessen planen die noch jungfräulichen Schülerinnen eine Orgie am Stadtrand, um endlich Sex zu haben und für die Mörderin uninteressant zu werden. Jody fragt erst ihre Mutter nach Lora, die nichts sagen will. Erst nachdem die Teenagerin einen Zeitungsbericht rausgesucht hat, verrät die Mutter die Wahrheit. Vor 25 Jahren verklagte Lora Brent, Tom und zwei andere Schüler wegen Vergewaltigung, aber da sie nicht erhört wurde, verließ sie die Stadt.
Jody besucht nach der Enttäuschung Kenny und will Sex mit ihm, aber er lehnt ab. Während die Orgie beginnt, fährt Brent zu Loras Haus, wo er ein altes Kinderbett, aber nicht die Frau findet. Auf dem Rückweg findet er Tom tot und mit den Worten „virgin not“ in dessen Büro und wird von der Mörderin entführt. Jody kommt nach der Enttäuschung mit Kenny bei Marliston vorbei. Sie hilft ihm beim Tragen einer schweren Truhe und stellt schockiert fest, dass ihr Vater darin liegt. Der Lehrer fesselt nun Jody und Brent. Er zwingt Brent zum Geständnis, dass er damals an Loras Vergewaltigung beteiligt war. Dann zieht er eine Perücke an und lässt erkennen, dass er hinter der vermeintlichen Mörderin steckt. Denn er ist der Sohn von Brent und Lora und will sich mit der aktuellen Mordserie für den damaligen Vorfall rächen, indem er den reichen Eltern die Kinder nimmt.
Als Kenny Jodys Fahrrad vor dem Haus sieht und die Wahrheit bei Marliston erkennt, rettet er Jody. Brent stirbt im Kampf mit Marliston. Der Mörder folgt Jody und Kenny zur Orgie, wo er vor der Tür einen Polizisten tötet und drinnen eine Massenpanik auslöst. Er attackiert auch Kenny, aber dann gelingt es Jody, Marliston vom Balkon zu stürzen. Durch Schüsse der Polizistin Mina, die zuvor schon mal auf Jody aufgepasst hatte, stirbt der Täter endgültig.
Am nächsten Tag sagt Jody bei der Polizei aus, ohne etwas über Brent zu verraten. Anschließend sieht sie hinter einem Bus eine Person, die Lora ähnelt.

## Produktion
Die Dreharbeiten fanden von März bis Mai 1999 an verschiedenen Orten im US-Bundesstaat Virginia statt. Ein Drehort war die Thomas Jefferson High School in Richmond, die im Film nach George Washington benannt ist. In den USA wurde der Film nicht im Kino, sondern nur im Fernsehen gezeigt, weil die MPAA mehrere Sex- und Gewaltszenen beanstandet hatte.

## Auszeichnung
Bei Sitges Festival Internacional de Cinema Fantàstic de Catalunya 2000 wurde Geoffrey Wright für Sex oder stirb als Bester Regisseur ausgezeichnet.

## Rezeption
Der Filmdienst bewertet den Film negativ als „an den Haaren herbeigezogene, dilettantisch inszenierte Geschichte, versehen mit den Oberflächenreizen des Tennie-Horrorfilms. Bar jeder Logik, gerät der Film zur Parodie seiner selbst, um in der aufgesetzten Lösung zum Ärgernis zu verkommen.“ Der Rezensent von Thrill&Kill lobt die Protagonistin Brittany Murphy und kommt ansonsten zu einem mittelmäßigen Fazit: „Wer auf Slasher steht und nichts bahnbrechend Neues erwartet, dafür aber mit dem Spätneunziger-Look leben kann, darf hier guten Gewissens reinschauen.“ Zu einem ähnlichen Ergebnis kommt der Rezensent bei Die Nacht der lebenden Texte: „Mit der Entstehungsgeschichte des Slashers im Hinterkopf merkt man dem Film an, dass er nicht nur in den Gewaltspitzen und den Sexszenen, sondern auch in der Handlung etwas zerstückelt zusammengesetzt wirkt. Dennoch wird mit Blut nicht gespart und die subversiven Untertöne wirken für das Genre immer noch erfrischend. [...] Brittany Murphy [...] ist hinreißend als Final Girl.“